# Thierry Marie
Thierry Marie (nacido el 25 de junio de 1962 en Bénouville) es un ex ciclista francés, profesional entre los años 1985 y 1996.
Era un especialista en las etapas contrarreloj, especialmente en los prólogos de corta duración. Ganó etapas en las tres Grandes Vueltas, generalmente prólogos, lo que le valió para llevar el maillot de líder en las tres Grandes.
El ser especialista en contrarreloj, le ayudó a protagonizar la segunda escapada más larga en la historia del Tour, tras Albert Bourlon en 1947. Sucedió en la 6.ª etapa Arras-Le Harve del Tour de Francia 1991, etapa que tenía un total de 259Km, de los cuales Thierry recorrió 234km en solitario.

## Palmarés
| 1985 - 1 etapa del Midi Libre - Tour de Limousin - Dúo Normando (con Charly Mottet) - 1 etapa del Tour del Porvenir 1986 - 1 etapa de la Volta a Cataluña - 1 etapa del Tour de Francia - 1 etapa de la Vuelta a España - 1 etapa del Tour de l'Aude 1987 - Dúo Normando (con Gérard Rue) - Tour d'Armorique, más 1 etapa 1988 - Campeonato de Francia de Persecución - Vuelta a los Países Bajos - 1 etapa de la Bicicleta Vasca - 1 etapa del Tour de Francia - Dúo Normando (con Philippe Bouvatier) - Circuito de la Sarthe, más 1 etapa - 1 etapa del Tour d'Armorique 1989 - 1 etapa de la París-Niza - Trofeo Baracchi - 1 etapa de la Vuelta a los Países Bajos - 2 etapas de los Cuatro Días de Dunkerque - 1 etapa de la Vuelta a Bélgica | 1990 - 1 etapa del Tour de Francia - París-Camembert - 1 etapa de la Vuelta a los Países Bajos - 2 etapas de los Cuatro Días de Dunkerque 1991 - 1 etapa de la París-Niza - Polynormande - 1 etapa del Midi Libre - 1 etapa del Dauphiné Libéré - 2 etapas del Tour de Francia - 1 etapa del Tour de l'Oise - 1 etapa del Tour d'Armorique 1992 - 2.º en el Campeonato de Francia en Ruta - 1 etapa del Tour de Francia - 1 etapa del Giro de Italia - Tour de l'Oise, más 1 etapa - 1 etapa de los Tres Días de La Panne 1993 - 1 etapa de la Vuelta a Burgos - Tour de Poitou-Charentes, más 1 etapa 1995 - Campeonato de Francia Contrarreloj - La Côte Picarde - Circuito de la Sarthe, más 1 etapa - 1 etapa de la Ruta del Sur |

## Resultados en las grandes vueltas
| Carrera              | 1985 | 1986  | 1987 | 1988 | 1989  | 1990  | 1991  | 1992  | 1993 | 1994 | 1995 | 1996 |
| -------------------- | ---- | ----- | ---- | ---- | ----- | ----- | ----- | ----- | ---- | ---- | ---- | ---- |
| Giro de Italia       | -    | -     | -    | -    | 116.º | 119.º | -     | 127.º | -    | Ab.  | -    | -    |
| Tour de Francia      | 67.º | 108.º | 87.º | 98.º | 72.º  | 121.º | 111.º | 114.º | -    | 53.º | 94.º | Ab.  |
| Vuelta a España      | -    | Ab.   | -    | -    | -     | -     | -     | -     | Ab.  | -    | -    | -    |
| Mundial en Ruta      | -    | Ab.   | -    | 61.º | -     | Ab.   | -     | -     | -    | -    | -    | -    |
| Mundial Contrarreloj | -    | -     | -    | -    | -     | -     | -     | -     | -    | 7.º  | 12.º | -    |

-: no participa

Ab.: abandono

## Reconocimientos
- 3.º en la Bicicleta de Oro Francesa (1992)

## Equipos
- Renault-Elf (1985)
- Système U (1986-1989)
- Castorama (1990-1992)
- Festina-Lotus (1993)
- Castorama (1994-1995)
- Agrigel-La Creuse (1996)

- Datos: Q1605240
- Multimedia: Thierry Marie / Q1605240